# Forensic Services
Als Forensic Services bezeichnet man besondere Dienstleistungen im Umfeld der Aufdeckung und Untersuchung von Straftaten.
Der Begriff stammt aus dem angelsächsischen Sprachraum und bezeichnet dort kriminalistische Dienstleistungen wie die Untersuchung von Tatorten, von Faserspuren, und Ähnliches.
Der Begriff wird mittlerweile auch in den deutschsprachigen Ländern verwendet. Wirtschaftsprüfungsgesellschaften und Insolvenzverwaltungsgesellschaften unterhalten neben ihren klassischen Geschäftsbereichen seit einigen Jahren auch sogenannte Forensic-Services-Abteilungen (siehe zum Beispiel die Veröffentlichung: „Tatort Deutschland – Wirtschaftskriminalität in Deutschland 2016“, KPMG AG Wirtschaftsprüfungsgesellschaft Deutschland).
Forensic-Services-Teams bestehen beispielsweise aus:
- Wirtschaftsprüfern
- Steuerberatern
- Bilanzbuchhaltern
- ehemaligen Staatsanwälten
- ehemaligen Kriminalbeamten
- Controllern
- Wirtschaftsjuristen[3]
- Rechtsanwälten mit Schwerpunkt im Wirtschaftsstrafrecht und Unternehmensrecht

Außerdem werden Sachverständige für bestimmte Lebensbereiche (Bauingenieure, Computeringenieure, Textilingenieure und so weiter) für den betroffenen Lebensbereich hinzugezogen.
Viele Unternehmen ziehen ein Forensic Services Team der Zusammenarbeit mit der Staatsanwaltschaft und der Kriminalpolizei vor, weil sie zum Beispiel durch die Aufdeckung von Korruption, Untreue und Betrug durch Mitarbeiter ihres Betriebes nicht selbst ins Gerede kommen wollen, was unerwünschte Folgen etwa für die Aktienkursentwicklung entfalten könnte.
Während Privatdetektive keine besondere Ausbildung mitbringen müssen, sind die genannten Berufsträger mit ihren jeweiligen spezifischen Erfahrungen als ständiges Team (etwa einer großen Wirtschaftsprüfungsgesellschaft) oder als Ad-hoc-Team (das zum Beispiel  ein auf Wirtschaftsstrafrecht spezialisierter Rechtsanwalt zusammenstellt), fachlich ausgewiesen und oftmals sogar effizienter als die überlasteten Behörden.